# (4672) Takuboku
(4672) Takuboku est un astéroïde de la ceinture principale.

## Description
(4672) Takuboku est un astéroïde de la ceinture principale. Il fut découvert le 17 avril 1988 à Kushiro par Seiji Ueda et Hiroshi Kaneda. Il présente une orbite caractérisée par un demi-grand axe de 3,19 UA, une excentricité de 0,05 et une inclinaison de 15,5° par rapport à l'écliptique.

## Compléments